# Карригалин

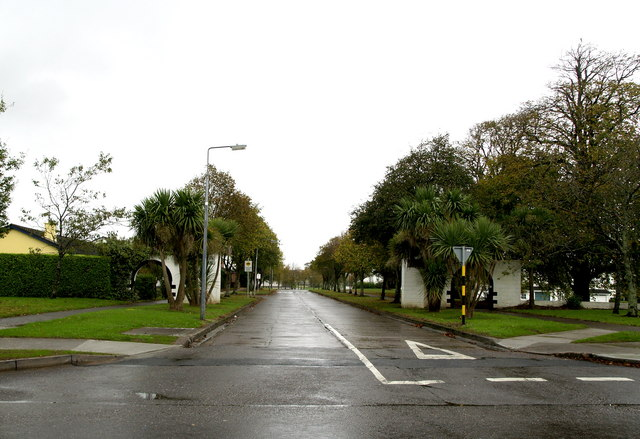

Карригалин (англ. Carrigaline; ирл. Carraig Uí Leighin, «скала О’Лина») — (переписной) посёлок в Ирландии, находится в графстве Корк (провинция Манстер).
В Карриналине самый большой процент рабочих, добирающихся на работу на машине, в Ирландии (74 %).
Местная железнодорожная станция была открыта 18 июня 1903 года и закрыта 1 июня 1932 года.

## Демография
Население — 12 835 человек (по переписи 2006 года). В 2002 году население составляло 11 191.
Данные переписи 2006 года:
| Общие демографические показатели |               |                               |                               |      |      |
| Всё население                    | Всё население | Изменения населения 2002—2006 | Изменения населения 2002—2006 | 2006 | 2006 |
| 2002                             | 2006          | чел.                          | %                             | муж. | жен. |
| 11 191                           | 12 835        | 1644                          | 14,7                          | 6304 | 6531 |

В нижеприводимых таблицах сумма всех ответов (столбец «сумма»), как правило, меньше общего населения населённого пункта (столбец «2006»).
| Религия (Тема 2 — 5 : Число людей по религиям, 2006) |             |                |             |            |        |        |
| Католики, чел.                                       | Католики, % | Другая религия | Без религии | не указано | сумма  | 2006   |
| 11 388                                               | 88,7        | 825            | 510         | 112        | 12 835 | 12 835 |

| Этно-расовый состав (Этничность. Тема 2 — 3 : Постоянное население по этническому или культурному происхождению, 2006) |            |              |       |        |        |            |        |        |
| Белые ирландцы | Лухт-шулта | Другие белые | Негры | Азиаты | Другие | Не указано | сумма  | 2006   |
| 11 223 | 6          | 950          | 162   | 81     | 140    | 92         | 12 654 | 12 835 |
| Доля от всех отвечавших на вопрос, %                                                                                   |            |              |       |        |        |            |        |        |
| 88,7 | 0,0        | 7,5          | 1,3   | 0,6    | 1,1    | 0,7        | 100    | 98,61  |

1 — доля отвечавших на вопрос о языке от всего населения.
| Владение ирландским языком (Тема 3 — 1 : Число людей от 3 лет и старше по способности говорить по-ирландски, 2006) |      |            |        |        |
| Владеете ли Вы ирландским языком?                                                                                  |      |            |        |        |
| Да | Нет  | Не указано | сумма  | 2006   |
| 5588 | 6314 | 161        | 12 063 | 12 835 |
| Доля от всех отвечавших на вопрос о языке, %                                                                       |      |            |        |        |
| 46,3 | 52,3 | 1,3        | 100    | 94,01  |

1 — доля отвечавших на вопрос о языке от всего населения.
| Использование ирландского языка (Тема 3 — 2 : Говорящие по-ирландски от 3 лет и старше по частоте использования ирландского языка, 2006) |                                                            |                                               |                                               |                                               |                                               |                                               |       |                                     |        |
| Как часто и где Вы говорите по-ирландски?                                                                                                |                                                            |                                               |                                               |                                               |                                               |                                               |       |                                     |        |
| ежедневно, только в образовательных учреждениях                                                                                          | ежедневно, как в образовательных учреждениях, так и вне их | в других местах (вне образовательной системы) | в других местах (вне образовательной системы) | в других местах (вне образовательной системы) | в других местах (вне образовательной системы) | в других местах (вне образовательной системы) | сумма | всего, отвечавших на вопрос о языке | 2006   |
| ежедневно, только в образовательных учреждениях                                                                                          | ежедневно, как в образовательных учреждениях, так и вне их | ежедневно                                     | каждую неделю                                 | реже                                          | никогда                                       | не указано                                    | сумма | всего, отвечавших на вопрос о языке | 2006   |
| 1685 | 91                                                         | 106                                           | 322                                           | 1790                                          | 1538                                          | 56                                            | 5588  | 12 063                              | 12 835 |
| Доля от всех отвечавших на вопрос о языке, %                                                                                             |                                                            |                                               |                                               |                                               |                                               |                                               |       |                                     |        |
| 14,0 | 0,8                                                        | 0,9                                           | 2,7                                           | 14,8                                          | 12,7                                          | 0,5                                           | 46,3  | 100                                 |        |

| Типы частных жилищ (Тема 6 — 1(a) : Число частных домовладений по типу размещения, 2006) |          |         |                 |            |       |        |
| Отдельный дом                                                                            | Квартира | Комната | Переносные дома | не указано | сумма | 2006   |
| 4056                                                                                     | 139      | 4       | 2               | 59         | 4260  | 12 835 |